# Uvel'skij
Uvel'skij (in russo Увельский?) è un villaggio della Russia che appartiene all'oblast' di Čeljabinsk; è il centro amministrativo del rajon Uvel'skij.
Si trova 82 km a sud di Čeljabinsk.